# Theo van Gogh (director de cine)

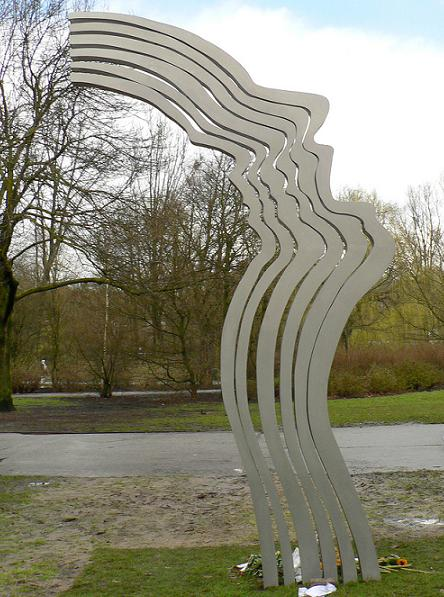
Monumento en memoria de Theo Van Gogh, erigido en Oosterpark (parque del Este), al este de Ámsterdam, cerca del lugar donde fue asesinado.

Theo van Gogh ['tɛo vɑn'xɔx] (La Haya, 23 de julio de 1957-Ámsterdam, 2 de noviembre de 2004) fue un cineasta, productor de televisión, columnista de prensa y actor neerlandés. Liberal radical y ateo anticlerical, era muy popular en los Países Bajos por las encendidas polémicas en que se veía envuelto con cierta frecuencia. Era bisnieto de Theo van Gogh, hermano del famoso pintor neerlandés Vincent van Gogh. Murió asesinado en 2004 a manos de Mohammed Bouyeri, un islamista neerlandés de origen marroquí. La última película que completó antes de su muerte, 06/05, es una versión ficticia del asesinato del político Pim Fortuyn.

## Biografía
Van Gogh nació el 23 de julio de 1957 en La Haya, hijo de Anneke y Johan van Gogh.  Su padre sirvió en el servicio secreto holandés (AIVD, entonces llamado BVD). Recibió su nombre de su tío paterno Theo, quien fue capturado y ejecutado mientras trabajaba como combatiente de la resistencia durante la ocupación nazi de los Países Bajos durante la Segunda Guerra Mundial. Van Gogh era bisnieto de Theo van Gogh, un comerciante de arte que era hermano del pintor Vincent van Gogh.

## Trayectoria
Tras abandonar la facultad de derecho de la Universidad de Ámsterdam, Van Gogh se convirtió en director de escena. Su pasión declarada era el cine y debutó como director realizador con Luger (1981). Por los filmes Blind Date (1996) y In het belang van de staat (‘En el interés del Estado’, 1997) recibió un Gouden Kalf (el equivalente neerlandés al Óscar). Como actor, apareció en la producción De noorderlingen (1992). Posteriormente, trabajó para la televisión y como ácido columnista de actualidad para el diario Metro, entre otros. 
Su último libro (2003) fue Allah weet het beter («Alá sabe mejor»), en el que condenó enérgicamente al Islam. Fue un conocido crítico del Islam, particularmente después de la Revolución iraní y los ataques del 11 de septiembre. Apoyó la nominación de la escritora Ayaan Hirsi Ali para el parlamento holandés, quien fue elegida. Nacida en Somalia, había emigrado a los Países Bajos para escapar de un matrimonio arreglado. Se convirtió en escritora y política liberal (exmiembro del Partido Laborista PvdA). 
Las religiones organizadas fueron siempre objeto de su sarcasmo (primero hacia los líderes judíos y luego, a finales de la década de 1990, se centró en el islamismo). Su último libro fue Allah weet het beter («Alá lo sabe mejor», 1993), donde hacía gala de su estilo irónico y cínico y presentaba su visión demoledora del islam. Van Gogh, al igual que Hirsi Ali, consideraba que el islamismo era una amenaza directa hacia las sociedades democráticas occidentales. Sus críticas hacia el islam arreciaron tras los ataques del 11 de septiembre. 
A partir de un guion de Ayaan Hirsi Ali, produjo y realizó el cortometraje Submission («Sumisión»), que aborda el tema de la violencia contra las mujeres en las sociedades islámicas. El film se emitió en la televisión holandesa en agosto de 2004 y provocó gran indignación entre los musulmanes, que lo tacharon de «blasfemo». La película muestra a cuatro mujeres maltratadas y semidesnudas cuyos cuerpos han sido caligrafiados con textos denigrantes para la mujer, sacados del Corán.

## Muerte
Van Gogh, que pese a las amenazas de muerte recibidas eludía la protección policial, fue asesinado poco después por un islamista neerlandés de origen marroquí en plena calle. Van Gogh se dirigía en bicicleta a su trabajo cuando Mohammed Bouyeri, de 26 años y miembro de una organización islamista radical, le disparó, derribándolo de la bicicleta. Bouyeri, que portaba una chilaba larga, lo remató a quemarropa en el suelo con ocho tiros más, lo apuñaló varias veces y finalmente lo degolló. En el cadáver del director, clavada con un cuchillo en el pecho, el asesino dejó una carta de cinco páginas, firmada «en nombre de Alá», que incluía amenazas a los gobiernos occidentales, a los judíos y a los no creyentes en Mahoma. La carta iba dirigida a Ayaan Hirsi Ali y les prometía a ella y a otros dirigentes neerlandeses (que citaba por sus nombres) un final similar.
El asesinato y la manera ritual en que se produjo provocó una enorme conmoción en los Países Bajos, hasta el punto de que algunos lo llamaron el «11 de septiembre» neerlandés. Se abrió un debate sobre el fundamentalismo y la integración de los inmigrantes en los Países Bajos que —hasta entonces (salvo algunas excepciones como las de Pim Fortuyn)— se había eludido o se había considerado inapropiado.
El autor del crimen, Mohammed Bouyeri, fue detenido poco después, tras un intercambio de disparos con la policía a resultas del cual fue herido en una pierna. Fue acusado por la fiscalía de seis cargos criminales. El juicio contra Bouyeri se celebró durante julio de 2005.
«Actué estrictamente en nombre de mi religión —declaró al Tribunal— Algún día, si me liberasen, haría exactamente lo mismo». Dirigiéndose a la madre de van Gogh, le dijo: «No puedo sentir nada por usted [...] porque creo que es una infiel». El 26 de julio de 2005 fue sentenciado a cadena perpetua.
Mientras se celebraba el juicio, un consejo municipal de Ámsterdam se negó a que se erigiese un memorial en recuerdo de Theo van Gogh en el lugar del asesinato porque podría causar división. [cita requerida]  Finalmente, el 18 de marzo de 2007 fue inaugurada una escultura en su memoria titulada El grito, que representa al cineasta gritando en defensa de la libertad de expresión. Está situada en el Oosterpark, al este de Ámsterdam, cerca del lugar donde fue asesinado.